# Čiflik (gmina Bela Palanka)
Čiflik (cyr. Чифлик) – wieś w Serbii, w okręgu pirockim, w gminie Bela Palanka. W 2011 roku liczyła 87 mieszkańców.